# Liste von Froschbrunnen
In dieser Liste sind Froschbrunnen aufgeführt, also Brunnen im öffentlichen Raum, die Frösche zum Thema haben.

## Deutschland
| Bezeichnung                                 | Bild           | Standort | Künstler                                                                    | Errichtung Einweihung           | Weitere Informationen |
| ------------------------------------------- | -------------- | --- | --------------------------------------------------------------------------- | ------------------------------- | --- |
| Froschbrunnen (Achern)                      |                | Achern (Lage) |                                                                             |                                 | |
| Pappritzer Frosch                           | weitere Bilder | Dresden-Pappritz, Am Dorfteich (Lage)                                                                                                   |                                                                             |                                 | Abguss einer Froschskulptur des Bildhauers Ludwig Godenschweg |
| Froschbrunnen (Dresden)                     |                | Dresden-Weißer Hirsch, Lahmannring 19 (jetzt Ärztehaus) (Lage)                                                                          |                                                                             |                                 | Brunnen am ehemaligen Neuen Kurbad Bad Weißer Hirsch |
| Froschbrunnen (Eggenstein-Leopoldshafen)    | weitere Bilder | Eggenstein-Leopoldshafen (Lage) |                                                                             | 1928                            | Sogenannter Esserbrunnen von 1928 in Eggenstein |
| Rathausbrunnen                              |                | Enkenbach-Alsenborn, Ortsteil Enkenbach (Lage)                                                                                          | Walter Bauer                                                                | 1987                            | |
| Froschbrunnen (Flensburg)                   | weitere Bilder | Flensburg, südlicher Bereich der Parkanlage beim Bahnhof (Lage)                                                                         | unbekannt                                                                   |                                 | Die Einfassung des ehemaligen Bismarckbrunnens ist Teil des heutigen Froschbrunnens |
| Froschbrunnen (Forst (Lausitz))             | weitere Bilder | Forst (Lausitz), im Rosengarten Forst                                                                                                   |                                                                             |                                 | |
| Froschbrunnen (Frankfurt am Main)           | weitere Bilder | Frankfurt-Zeilsheim, Welschgrabenstraße (Lage)                                                                                          |                                                                             | 1984 (eingeweiht)               | Frosch aus rotem Sandstein; siehe Liste von Brunnen in Frankfurt am Main#Froschbrunnen und |
| Froschbrunnen (Hartha)                      | weitere Bilder | Hartha, Landkreis Mittelsachsen, auf dem Marktplatz (Lage)                                                                              |                                                                             | 1996                            | |
| Froschbrunnen (Leipzig)                     | weitere Bilder | Leipzig, auf dem Rabensteinplatz, einer Grünanlage in der östlichen Vorstadt von Leipzig (Ortsteil Zentrum-Südost) (Lage)               | Werner Stein / Markus Gläser (wiederhergestellt)                            | 1909 / 2018 (wiederhergestellt) | Die bronzene Brunnenplastik besteht aus einer Figurengruppe mit zwei Kindern und einem großen wasserspeienden Frosch. |
| Froschkönigbrunnen (Neustadt am Rübenberge) | weitere Bilder | Neustadt am Rübenberge, auf dem Marktplatz.                                                                                             | Ostap Rebmann                                                               | 1999                            | Bei einer Bodenuntersuchung wurde 1998 ein Brunnenschacht aus der Zeit vor dem Stadtbrand von 1727 freigelegt, aufgemauert und mit einer Froschskulptur verziert. (Lage) |
| Froschfontäne (Sanssouci)                   |                | Potsdam, im Park Sanssouci (Lage) | Ludwig Ferdinand Hesse (Architekt) / Friedrich Wilhelm Dankberg (Bildhauer) | 1851 (nicht erhalten)           | Die aus Zinkguss gefertigte Brunnenplastik bestand aus einem kapitellförmigen Sockel mit rundem Aufsatz. Darauf kniete eine bekrönende Knabenfigur, die eine kleine Brunnenschale trug. Die namengebenden wasserspeienden Frösche waren kreisförmig um die zentrale Brunnenplastik gruppiert. Von der kurz nach 1900 beseitigten Fontäne ist lediglich das runde Brunnenbecken erhalten. |
| Froschbrunnen (Stuttgart)                   | weitere Bilder | Stuttgart-Ost, an der Haußmannstraße 36a (vor der ehemaligen Villa Wirth) (Lage)                                                        | Emil Kiemlen                                                                | 1900                            | 1953 wurden die Bronzefiguren neu gegossen, 1990 wurde der Brunnen saniert. |
| Froschbrunnen (Sulingen)                    | weitere Bilder | Sulingen, Lange Straße, Landkreis Diepholz (Lage)                                                                                       | Robert Enders                                                               | 1973                            | Bronze; siehe Sulingen#Kunst im öffentlichen Raum |
| Froschbrunnen (Weimar)                      | weitere Bilder | Weimar, hinter der Schule mit Namen Staatliche Gemeinschaftsschule Jenaplanschule Weimar in der Steubenstraße/Ecke Cropiusstraße (Lage) | Arno Zauche                                                                 | um 1910                         | aus heimischem Muschelkalkstein |

## Weitere
| Bezeichnung                          | Bild           | Standort                                                                   | Staat      | Künstler | Errichtung Einweihung | Weitere Informationen |
| ------------------------------------ | -------------- | -------------------------------------------------------------------------- | ---------- | --- | --- | --- |
| Barmalei-Brunnen                     | weitere Bilder | Wolgograd (ehemals Stalingrad), vor dem Hauptbahnhof (Lage)                | Russland   | Ursprünglicher Brunnen: Olga Nikolajewna Kudrjawzewa (nach anderen Quellen Romuald Romualdowitsch Iodko Heutiger Brunnen: Alexander Nikolajewitsch Burganow) | Ursprünglich in den 1930er Jahren in der Nähe des heutigen Standorts errichtet Entfernung: 1951 Neuerrichtung in veränderter Form am heutigen Standort: 2013 | - Krokodil in der Mitte mit außen herum tanzenden Kindern und wasserspeienden Fröschen am Brunnenrand - Benannt nach einem russischen Märchen - Vom ursprünglichen Brunnen wurden mehrere identische Exemplare auch in anderen Städten aufgestellt - Aufgrund mehrerer historischer Fotografien zählt der Barmalei-Brunnen zu den wichtigsten Symbolen für die Schlacht um Stalingrad |
| Froschbrunnen (Bozen)                | weitere Bilder | Bozen, am Bahnhofsplatz (Lage)                                             | Italien    | Ignaz Gabloner | 1930 | wasserspeiende Frösche am Beckenrand |
| Brunnen am Leutbühel                 | weitere Bilder | Bregenz, am Leutbühel (Lage)                                               | Österreich | | | wasserspeiender Frosch am Beckenrand |
| Froschkönigbrunnen (Graz-Waltendorf) | weitere Bilder | Graz-Waltendorf (Lage)                                                     | Österreich | | | |
| Fröschebrunnen (Hall in Tirol)       |                | Hall in Tirol, Stadtgraben (Lage)                                          | Österreich | Bruno Costa | 2. V. 20. Jh. | unter Denkmalschutz |
| Froschbrunnen                        |                | Radfeld (Lage)                                                             | Österreich | Peter Schneider | 1958 | Steinbecken und Figur in einer Einheit konzipiert, der Rücken des Frosches bildet gleichzeitig den hochgezogenen Beckenrand, der Bauch des Frosches ist zugleich Wasserbecken |
| Froschbrunnen (Warschau)             | weitere Bilder | Warschau, Nowolipie 21 (Lage)                                              | Polen      | | | |
| Froschbrunnen (Wien)                 | weitere Bilder | Wien, 4. Wiener Gemeindebezirk, Wieden, im Resselpark am Karlsplatz (Lage) | Österreich | | 1902 | Der Brunnen wurde errichtet zur Erinnerung an den Bildhauer Viktor Tilgner anhand eines aus seinem Nachlass stammenden Originalmodells. Auf einem Sockel steht eine Bronzeskulptur mit zwei Putten, die Wasserspeier in Form eines Fisches bzw. einer Gans halten. Am Rand des Brunnenbeckens befinden sich vier Bronzeplastiken, die wasserspeiende Frösche darstellen.              |
| Froschbrunnen (Zürich)               |                | Zürich-Riesbach, beim Schulhaus (Lage)                                     | Schweiz    | | | |